# Onthophagus curtulus
Onthophagus curtulus är en skalbaggsart som beskrevs av Frey 1961. Onthophagus curtulus ingår i släktet Onthophagus och familjen bladhorningar. Inga underarter finns listade i Catalogue of Life.